# Aja o kamienowaniu
Aja o kamienowaniu (za cudzołóstwo) – to werset, który rzekomo miał się początkowo znajdować w surze 33. Jest o nim mowa w wielu hadisach.
(Gdy) starsi mężczyzna i kobieta uprawiają nierząd ukamienujcie ich bezwzględnie. To kara boża. A Allah jest dobroczynny i wszystkowiedzący.